# Bad Radkersburg
Bad Radkersburg (slowenisch Radgona; ungarisch (historisch): Regede; bis 1976: Radkersburg) ist eine Stadtgemeinde mit 3220 Einwohnern (Stand 1. Jänner 2025) im österreichischen Bundesland Steiermark im Bezirk Südoststeiermark und im Gerichtsbezirk Feldbach. Bad Radkersburg war bis zum 31. Dezember 2012 Bezirkshauptstadt des ehemaligen Bezirkes Radkersburg.

## Geografie

### Geografische Lage
Die Stadt liegt auf einer Höhe von 208 m an der Mur, welche die Staatsgrenze zu Slowenien bildet. Die Gemeinde (Bad Radkersburg 216 ha, Radkersburg Umgebung 2.783 ha) bedeckt eine Fläche von 29,96 km². Der ehemalige Südteil der Stadt ist seit 1919 Teil von Gornja Radgona in Slowenien.

### Gemeindegliederung
Das Gemeindegebiet umfasst folgende zehn Ortschaften (in Klammern Einwohnerzahl Stand 1. Jänner 2025):
- Altneudörfl (516)
- Bad Radkersburg (1500)
- Dedenitz (59)
- Goritz bei Radkersburg (244)
- Hummersdorf (151)
- Laafeld (324)
- Pfarrsdorf (102)
- Pridahof (59)
- Sicheldorf (163)
- Zelting (102)

Die Gemeinde besteht aus den Katastralgemeinden Altneudörfl, Dedenitz, Goritz bei Radkersburg, Hummersdorf, Kellerdorf, Laafeld, Leitersdorf I, Pfarrsdorf, Pridahof, Radkersburg, Sicheldorf und Zelting.

### Nachbargemeinden
|            | Klöch                                                    | Cankova (Slowenien) |
| Halbenrain | Kompassrose, die auf Nachbargemeinden zeigt              | Tišina (Slowenien)  |
|            | Gornja Radgona (Slowenien), ehemaliger Südteil der Stadt | Radenci (Slowenien) |

### Klima
|                        | Jan  | Feb  | Mär  | Apr  | Mai  | Jun   | Jul   | Aug  | Sep  | Okt  | Nov  | Dez  |   |       |
| Mittl. Temperatur (°C) | −1,4 | 0,6  | 5,2  | 9,5  | 14,6 | 17,7  | 19,4  | 18,6 | 14,7 | 9,3  | 3,6  | −0,3 | ⌀ | 9,3   |
| Mittl. Tagesmax. (°C)  | 2,9  | 5,9  | 11,3 | 16,0 | 21,0 | 23,9  | 25,9  | 25,3 | 21,4 | 15,2 | 8,0  | 3,5  | ⌀ | 15,1  |
| Mittl. Tagesmin. (°C)  | −4,4 | −3,2 | 0,6  | 4,3  | 9,1  | 12,4  | 14,0  | 13,6 | 10,2 | 5,5  | 0,6  | −3,2 | ⌀ | 5     |
|                        |      |      |      |      |      |       |       |      |      |      |      |      |   |       |
| Niederschlag (mm)      | 33,7 | 38,0 | 51,3 | 52,9 | 77,3 | 100,4 | 115,1 | 95,8 | 81,3 | 71,9 | 71,8 | 51,7 | Σ | 841,2 |
|                        |      |      |      |      |      |       |       |      |      |      |      |      |   |       |
| Sonnenstunden (h/d)    | 2,7  | 4,8  | 5,1  | 6,2  | 7,9  | 7,5   | 8,3   | 7,8  | 5,6  | 4,0  | 2,2  | 2,0  | ⌀ | 5,3   |
|                        |      |      |      |      |      |       |       |      |      |      |      |      |   |       |
| Regentage (d)          | 5,3  | 5,2  | 5,9  | 7,9  | 9,6  | 10,4  | 9,6   | 8,8  | 7,5  | 6,9  | 7,5  | 7,0  | Σ | 91,6  |
|                        |      |      |      |      |      |       |       |      |      |      |      |      |   |       |
| Luftfeuchtigkeit (%)   | 72,9 | 60,1 | 52,8 | 48,8 | 50,7 | 54,1  | 52,4  | 53,9 | 57,2 | 63,2 | 71,6 | 77,8 | ⌀ | 59,6  |

| −4,4 |

| −3,2 |

| 0,6 |

| 4,3 |

| 9,1 |

| 12,4 |

| 14,0 |

| 13,6 |

| 10,2 |

| 5,5 |

| 0,6 |

| −3,2 |

| −4,4 |

| −3,2 |

| 0,6 |

| 4,3 |

| 9,1 |

| 12,4 |

| 14,0 |

| 13,6 |

| 10,2 |

| 5,5 |

| 0,6 |

| −3,2 |

## Geschichte
Wann Radkersburg als Siedlung erschlossen wurde, wo sich diese befand und wer sie gründete, ist nicht eindeutig rekonstruierbar. Auch der Zeitpunkt, ab dem Radkersburg unter landesfürstliche Herrschaft fiel, ist unbekannt. Die erste urkundliche Erwähnung findet sich 1182 als „Rakersburg“ (1211 ist noch die ältere Form „Rategoyspurch“ bezeugt, das Ausgangswort ist der slawische Personenname Radigoj), als Markt erwähnt ist es im ottokarischen Urbar von 1265/67. Vermutlich war Radkersburg ursprünglich ein Eigengut, gehörte also nicht dem Landesfürsten, sondern einem direkt vom König beschenkten Adeligen.
Nach heutigem Forschungsstand wurde Radkersburg nicht, wie lange Zeit angenommen, vom Böhmenkönig Ottokar II. (1232–1278), sondern vom Habsburgerkönig Albrecht I. (1255–1308) als Stadt neu angelegt. Dem Erscheinungsbild der heutigen Stadt liegt ein präziser Konstruktionsplan zugrunde. Bereits Ende des 13. Jahrhunderts war die Stadt von einer Mauer mit Türmen umgeben. Als Stadt erwähnt wurde der Ort erstmals 1299.
Radkersburg war aufgrund seiner Grenzlage zu Ungarn seit dem 13. Jahrhundert immer wieder in kriegerische Auseinandersetzungen verwickelt. Die angebliche Türkenschlacht von Radkersburg ist vermutlich eine spätere Umdichtung des Ungarneinfalls von 1418. Die Bevölkerung überstand die sogenannte Baumkircher Fehde (1469) und die zehnjährige Ungarnherrschaft (1480–1490) relativ unbeschadet.

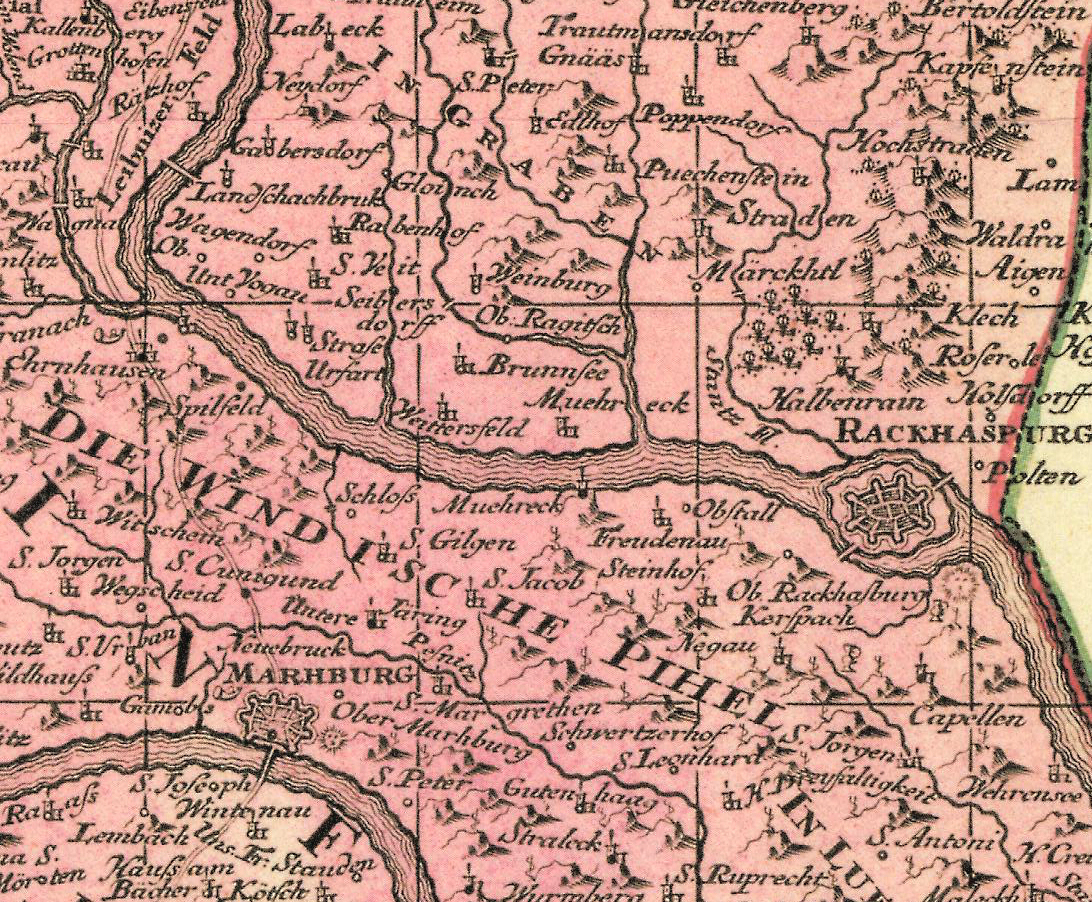
Rackhasburg auf einer Karte von 1728 von Matthäus Seutter

Die Auseinandersetzungen mit dem Osmanischen Reich im 16. Jahrhundert zwangen zur Erneuerung und Modernisierung des Festungsbaus. Italienische Baumeister wurden aufgrund ihrer ausgezeichneten Kenntnisse im Festungsbau nach Österreich geholt. Mit der Bauleitung wurde, wie auch in Graz, der aus der Provinz Como stammende Domenico dell’Allio beauftragt. Die Hauptmerkmale der Renaissancebefestigung waren Bastionen, Kurtinen und ein tiefer Graben. Radkersburg wurde 1582 vom Reichstag zu Augsburg zur Reichsfestung erhoben.

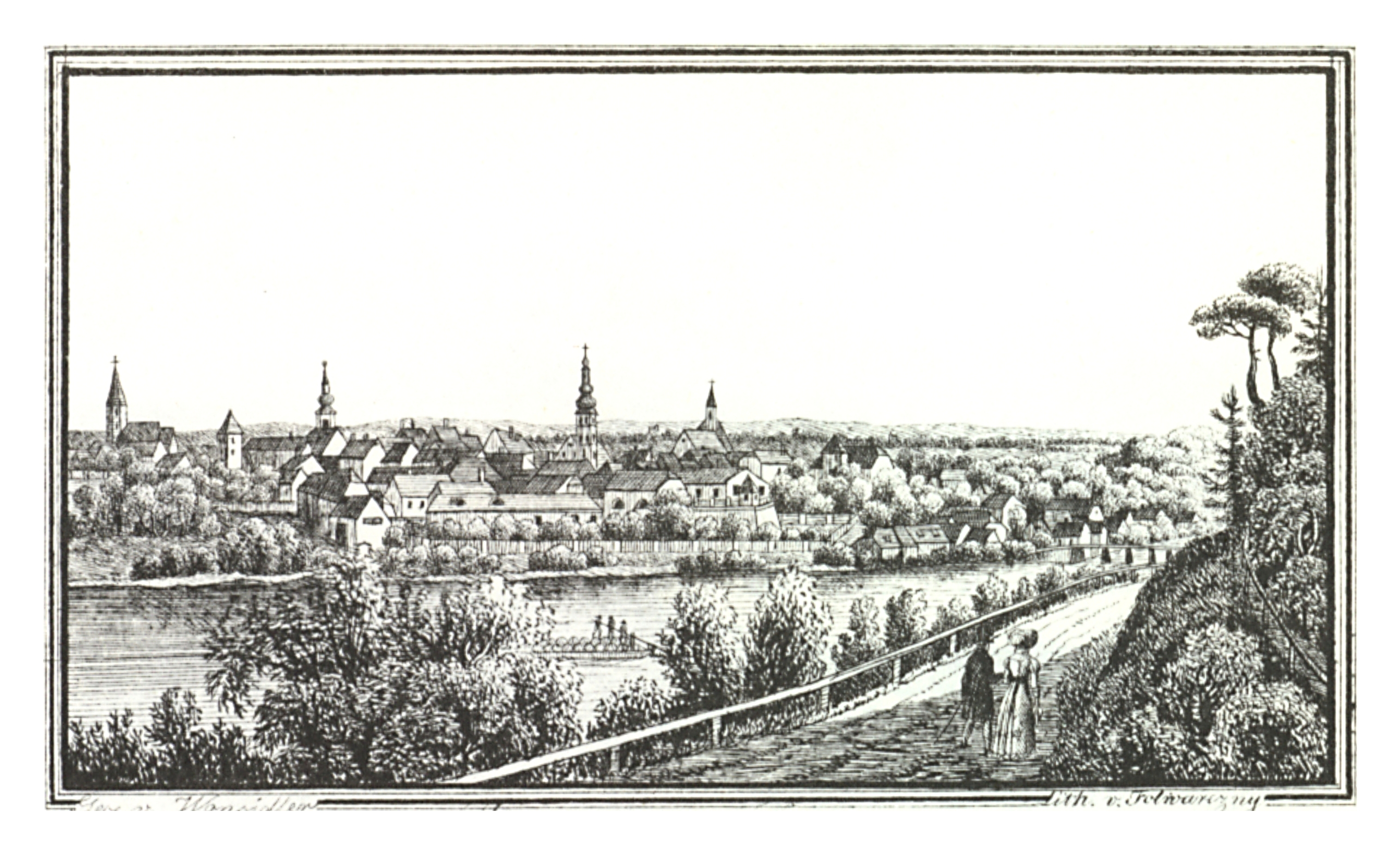
Radkersburg um 1830, Wonsiedler,
Lith. Anstalt J.F. Kaiser, Graz

In den 1880er Jahren begann sich ein nationaler Konflikt zu entfalten, der vor allem die Sprachenfrage in Schule, Amt, Gericht und politischer Repräsentation betraf. Die Sprache der Radkersburger Bürger war in der Regel deutsch. Ihre Dienstboten hingegen und die bäuerliche Bevölkerung der murabwärts gelegenen Umgebungsgemeinden sprachen mehrheitlich slowenisch. Der Nationalitätenkonflikt eskalierte politisch-militärisch im Ersten Weltkrieg. Die Stadt war Garnisonsstadt der k.u.k. österreichisch-ungarischen Armee, 1914 lag hier das zweite Eskadron des Husarenregiments Nr. 16. Nach Ende des Ersten Weltkriegs besetzten Truppen des SHS-Staates (Staat der Slowenen, Kroaten und Serben) Radkersburg und seine Umgebungsgemeinden am linksseitigen Murufer. Es kam zum verratenen und fehlgeschlagenen Aufstand der deutschsprachigen Bevölkerung unter Johann Mickl am 4. Februar 1919. Die SHS-Truppen räumten das Gebiet erst im Juli 1920 im Tausch gegen das gleichfalls mehrheitlich deutschsprachige Abstaller Becken. Die Stadt wurde geteilt, der Stadtteil Oberradkersburg (Gornja Radgona) am anderen, rechten Ufer der Mur wurde Teil Sloweniens bzw. des SHS-Staates. Der Friedensvertrag von Saint-Germain machte Radkersburg endgültig zur geteilten Grenzstadt.
In der Zeit des Nationalsozialismus wurde die Nationalitätenproblematik auf die Spitze getrieben. Resultat der Politik des Großdeutschen Reiches war nicht nur die Zerstörung der Stadt – nur 4 von 321 Häusern blieben unbeschädigt –, sondern für die Zeit danach ein Klima von Misstrauen, das die Bevölkerung beidseits der Grenze prägte; die gewaltsame Vertreibung und vielfachen Morde an der deutschsprachigen Bevölkerung aus dem Umland rechts der Mur (z. B. Abstaller Becken) nach 1945 durch jugoslawische Partisanen zerstörte für Generationen die Beziehungen über die Mur hinweg.
Die Wiedereröffnung der Murbrücke am 12. Oktober 1969 führte wieder zu einer leichten Annäherung Österreichs und der Sozialistischen Föderativen Republik Jugoslawien.

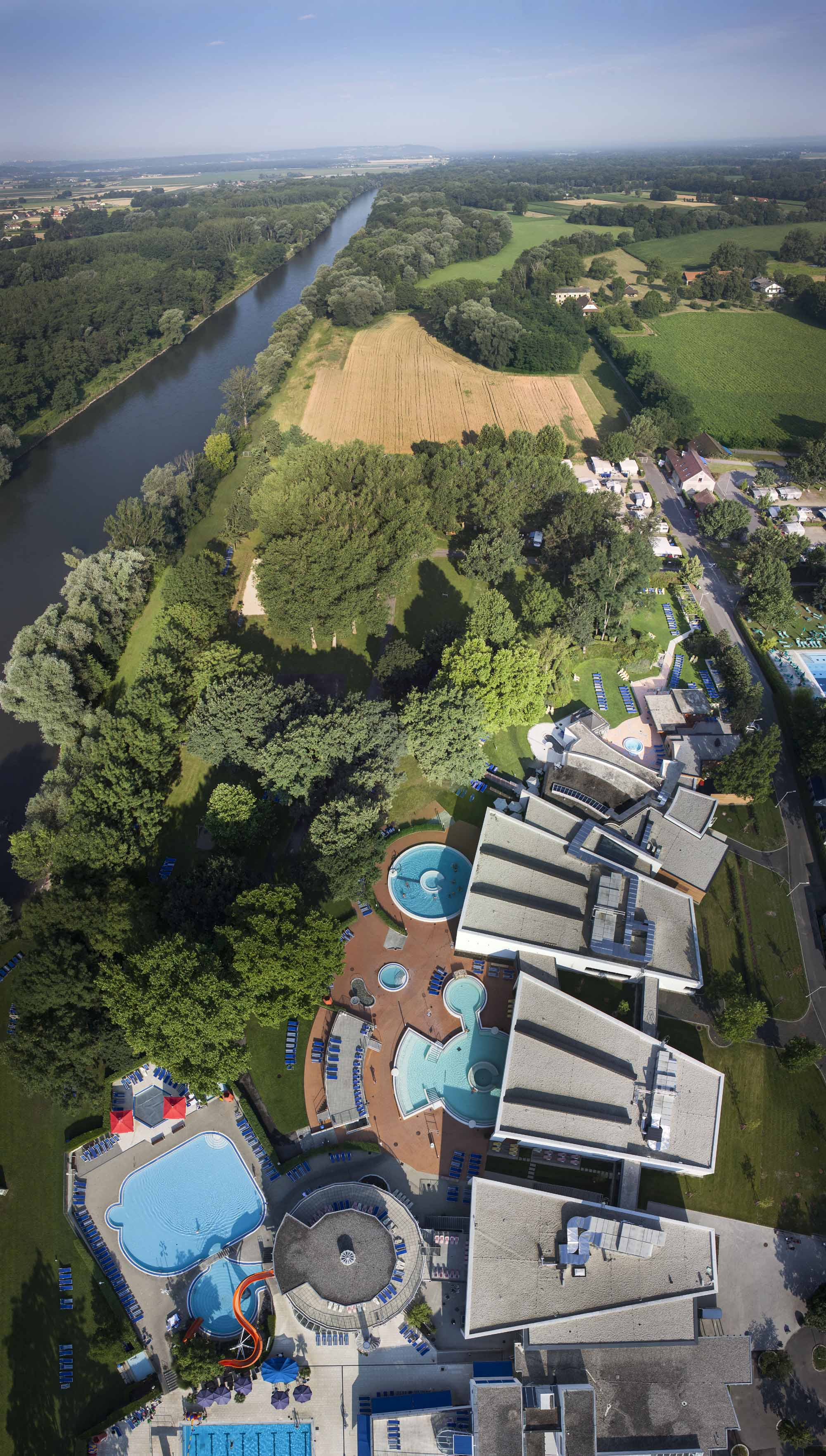
Blick von der Parktherme Bad Radkersburg Richtung Westen

1975 wurde die Stadtgemeinde Radkersburg zum Kurort erklärt und führt seit 1976 die Bezeichnung Bad Radkersburg. 1978 wurde eine weitere Thermalquelle erschlossen, anschließend wurde das Thermalbad Parktherme Bad Radkersburg errichtet und in mehreren Etappen erweitert.
Seit dem EU-Beitritt der Republik Slowenien anlässlich der EU-Erweiterung 2004 und dem Beitritt zum Schengener Abkommen am 21. Dezember 2007 sind die Grenzen wieder offen. Zahlreiche grenzüberschreitende Projekte bieten eine Chance zur Aussöhnung zwischen Österreichern und Slowenen.
Mit 1. Jänner 2013 wurde der Bezirk Radkersburg mit dem Bezirk Feldbach zum Bezirk Südoststeiermark verbunden. Das Amtsgebäude am Hauptplatz in Bad Radkersburg wird nun als Amtsgebäude der Bezirkshauptmannschaft Südoststeiermark genutzt.
Mit 1. Jänner 2015 wurde Bad Radkersburg im Rahmen der Gemeindestrukturreform in der Steiermark mit der Gemeinde Radkersburg Umgebung zusammengeschlossen. Die neue Gemeinde führt den Namen „Bad Radkersburg“.

### Bevölkerungsentwicklung
| Bad Radkersburg: Einwohnerzahlen von 1869 bis 2024  | Bad Radkersburg: Einwohnerzahlen von 1869 bis 2024 | Bad Radkersburg: Einwohnerzahlen von 1869 bis 2024 | Bad Radkersburg: Einwohnerzahlen von 1869 bis 2024 | Bad Radkersburg: Einwohnerzahlen von 1869 bis 2024 |
| --------------------------------------------------- | -------------------------------------------------- | -------------------------------------------------- | -------------------------------------------------- | -------------------------------------------------- |
| Jahr                                                |                                                    |                                                    |                                                    | Einwohner                                          |
| 1869                                                | 1869                                               |                                                    | 4.192                                              | 4.192                                              |
| 1880                                                | 1880                                               |                                                    | 4.318                                              | 4.318                                              |
| 1890                                                | 1890                                               |                                                    | 4.589                                              | 4.589                                              |
| 1900                                                | 1900                                               |                                                    | 4.596                                              | 4.596                                              |
| 1910                                                | 1910                                               |                                                    | 5.070                                              | 5.070                                              |
| 1923                                                | 1923                                               |                                                    | 4.317                                              | 4.317                                              |
| 1934                                                | 1934                                               |                                                    | 4.150                                              | 4.150                                              |
| 1939                                                | 1939                                               |                                                    | 4.038                                              | 4.038                                              |
| 1951                                                | 1951                                               |                                                    | 4.271                                              | 4.271                                              |
| 1961                                                | 1961                                               |                                                    | 3.842                                              | 3.842                                              |
| 1971                                                | 1971                                               |                                                    | 3.955                                              | 3.955                                              |
| 1981                                                | 1981                                               |                                                    | 3.748                                              | 3.748                                              |
| 1991                                                | 1991                                               |                                                    | 3.731                                              | 3.731                                              |
| 2001                                                | 2001                                               |                                                    | 3.345                                              | 3.345                                              |
| 2011                                                | 2011                                               |                                                    | 3.098                                              | 3.098                                              |
| 2021                                                | 2021                                               |                                                    | 3.177                                              | 3.177                                              |
| 2024                                                | 2024                                               |                                                    | 3.227                                              | 3.227                                              |
| Quelle(n): Statistik Austria, Gebietsstand 1.1.2021 |                                                    |                                                    |                                                    |                                                    |

## Kultur und Sehenswürdigkeiten

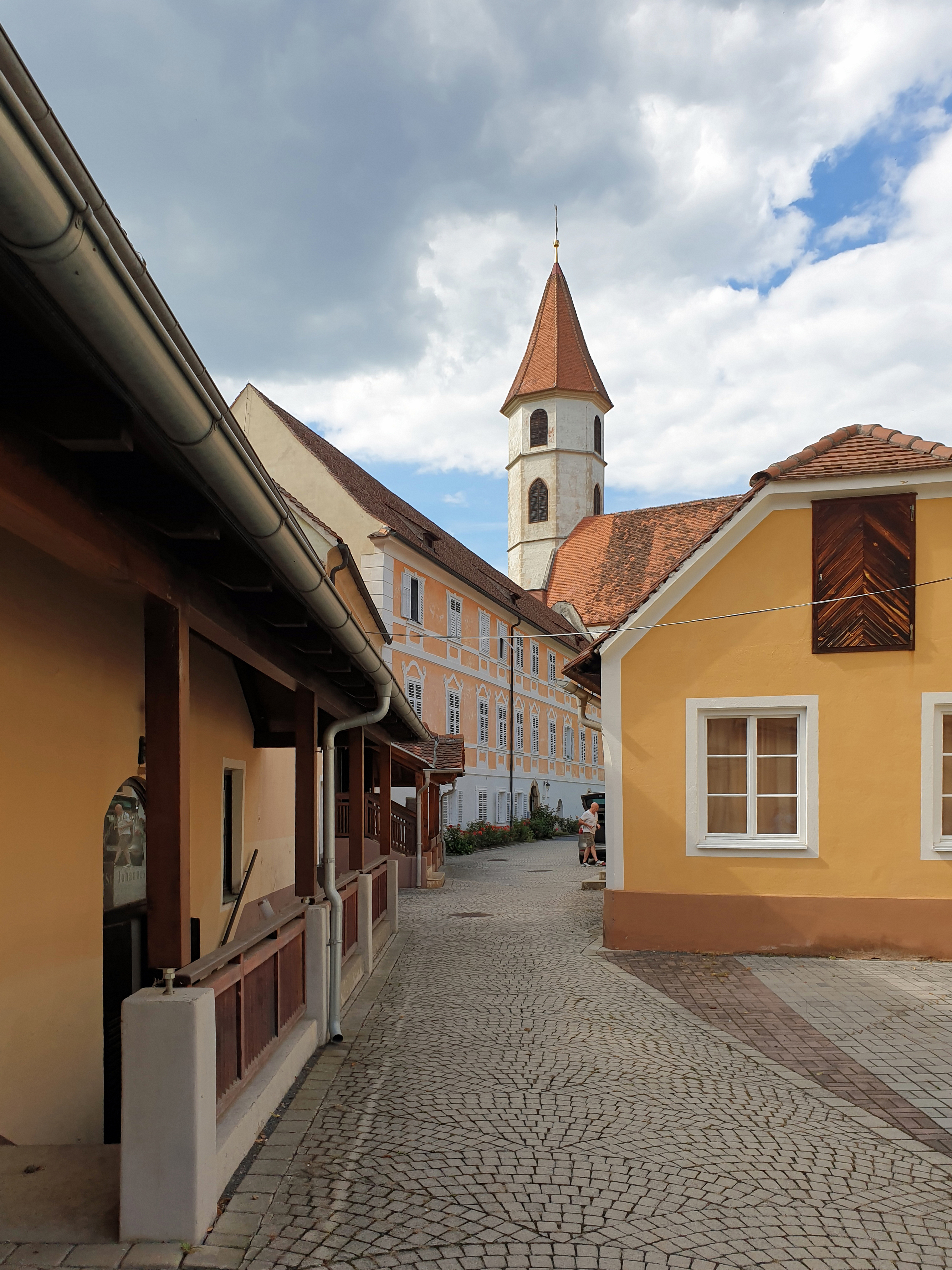
Stadtpfarrkirche und Dechanthof

1978 wurde Bad Radkersburg als bisher einzige Stadt Österreichs mit der Europagoldmedaille für Denkmalpflege ausgezeichnet. Die Stadt ist Mitglied im Verband Kleine historische Städte. Es finden sich in Bad Radkersburg sämtliche wichtigen Baustile vertreten, von der Romanik (Stadtgründungszeit) bis zum Jugendstil und der Gegenwart.
- Stadtbefestigung Bad Radkersburg

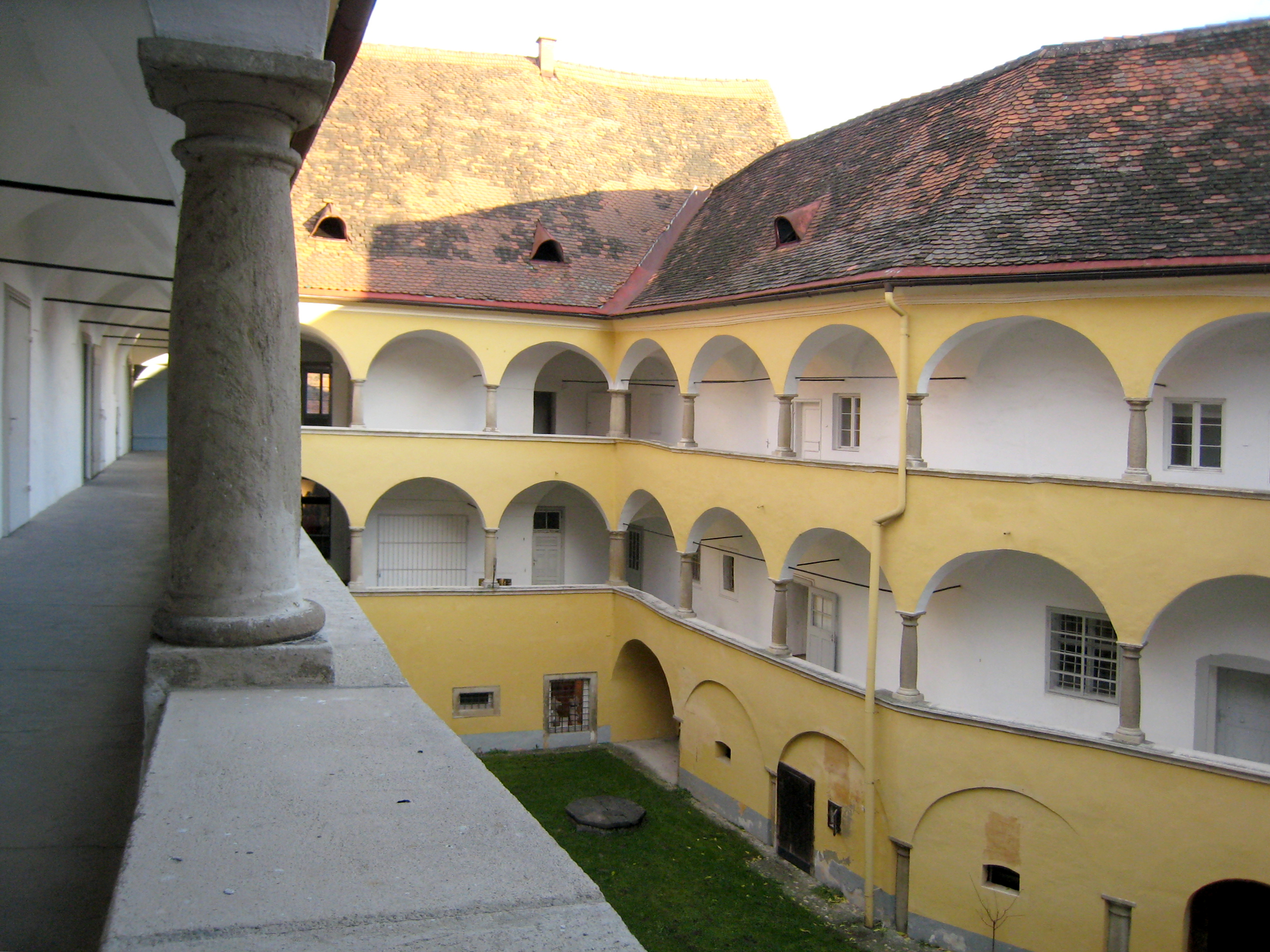
Arkadenhof im Palais Herberstorff

- Rathausturm: Wahrzeichen der Stadt; die ersten drei Geschoße sind aus gotischer Zeit. Der obere Teil des Turmes wurde nach Zerstörung durch einen Brand 1806 neu aufgebaut.
- Katholische Stadtpfarrkirche Hl. Johannes der Täufer: Das Kirchenschiff der dreischiffigen gotischen Basilika geht aus einem ehemaligen Wehrturm hervor; an der Außenwand der Kirche befindet sich ein Fragment eines Freskos von Johannes Aquila.
- Evangelische Christuskirche
- Katholische Filialkirche Mariahilf am Frauenplatz
- Die gotische Augustiner-Eremiten-Kirche wird als Weinkeller genutzt.
- Mariensäule: erinnert an die Pestplage von 1680; vor der Säule sind die Jahreszahlen in die Pflastersteine eingraviert, die an die Gegenreformation um 1600 erinnern.
- Palais Herberstorff: Das Gebäude von 1583 besitzt den wohl schönsten Renaissance-Arkadenhof der Stadt.
- Pistorkaserne: Im Pistorkeller (Hauptplatz Nr. 30) befinden sich die ältesten profanen Fresken Österreichs von Johannes Aquila.[9]
- Museum im alten Zeughaus: Regionalmuseum. Das Zeughaus mit den zweigeschoßigen Arkaden ist eines der schönsten Gebäude der Stadt.
- Die aufgelassene Mickl-Kaserne im Osten der Stadt.

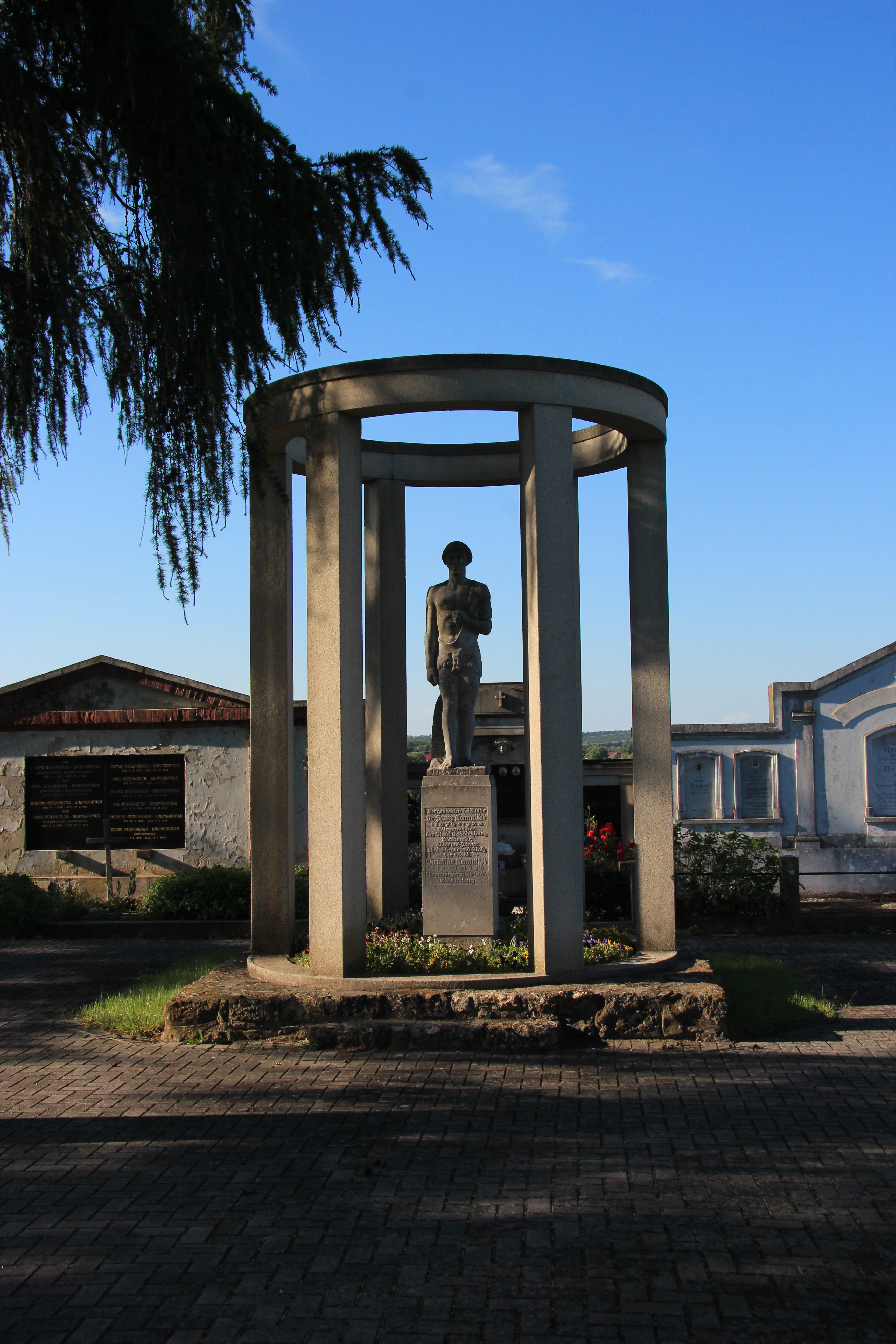
Kamniker-Grabmal am Friedhof in Goritz bei Radkersburg

- Parktherme Bad Radkersburg
- Kulturhof-Johannes-Aquila

In der ehemaligen Gemeinde Radkersburg Umgebung
- Bildstock in Dedenitz
- Dorfkreuz in Goritz bei Radkersburg
- Kamniker-Grabmal in Goritz bei Radkersburg
- Hügelgräberfeld Hutweide in Hummersdorf
- Kriegerdenkmal in Laafeld
- Dorfkapelle Maria Schnee in Sicheldorf
- Zollwachwohn- und Wirtschaftsgebäude in Sicheldorf
- Grenzstein in Sicheldorf
- Bildstock und Grenzstein in Zelting

## Wirtschaft und Infrastruktur
Bad Radkersburg ist ein Kurort mit einer 80 °C heißen Thermalquelle. Der Tourismus ist ein wichtiger Wirtschaftsfaktor; neben einigen Kur- und Rehabilitationseinrichtungen gibt es auch mehrere Kur- und Gesundheitshotels.

### Rad- und Wanderwege
Bad Radkersburg befindet sich am Murradweg, der ab der Grenze nahe Sicheldorf weiter durch Slowenien und Kroatien verläuft. Weiters beginnen bzw. enden hier zwei Österreichische Weitwanderwege, der Ostösterreichische Grenzlandweg sowie der Südalpenweg.

### Öffentlicher Verkehr
Bad Radkersburg ist auf der Radkersburger Bahn durch die S-Bahnlinie 51 mit stündlicher Taktfolge über Spielfeld-Straß mit der Landeshauptstadt Graz verbunden. Die Strecke führte weiter bis Slowenien, ist aber für sechs Kilometer unterbrochen. Österreich und Slowenien planen eine Wiederherstellung der Bahnverbindung.
Durch die Stadt führt die Südsteirische Grenz Straße B 69, welche die Altstadt bogenförmig umfährt und nach Gornja Radgona (Slowenien) führt.

## Politik

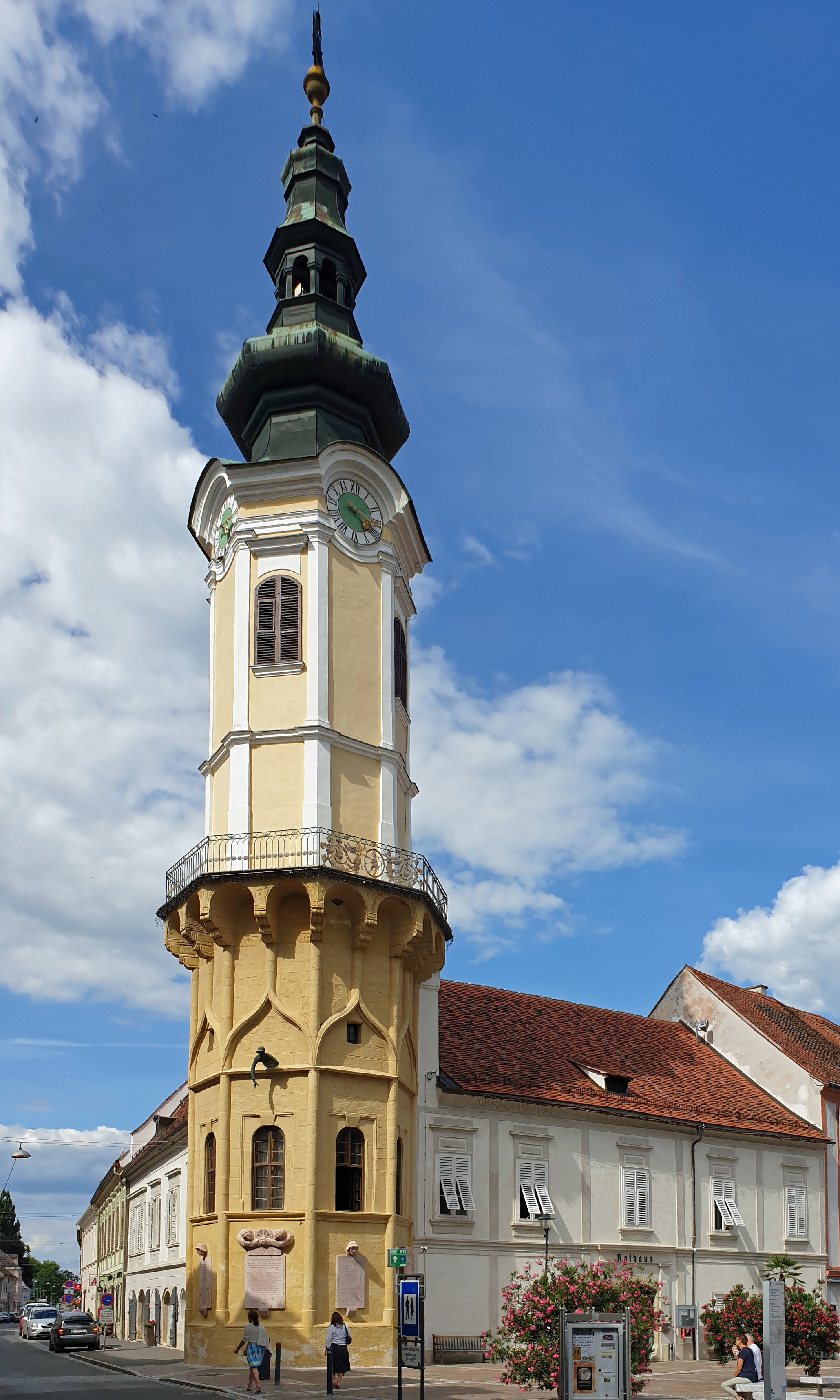
Rathaus Bad Radkersburg

### Bürgermeister
- 1999–2010 Peter Merlini (BBR)[11]
- 2010–2015 Josef Sommer (ÖVP)
- 2015–2020: Heinrich Schmidlechner (ÖVP)[12]
- seit 2020 Karl Lautner (ÖVP)

### Gemeinderat
Der Gemeinderat wurde infolge der Gemeindezusammenlegung 2015 um 6 Mitglieder Sitze erweitert und umfasst daher seit der Gemeinderatswahl 2015 21 Mitglieder.
Seit der Gemeinderatswahl 2020 setzte er sich wie folgt zusammen:
- 10 Mandatare der ÖVP
- 05 Mandatare der SPÖ
- 02 Mandatare der Bürgerliste Bad Radkersburg
- 03 Mandatare der FPÖ
- 01 Mandatar der Grüne

Die letzten Gemeinderatswahlen brachten folgende Ergebnisse:
| Partei                      | 2020    | 2020  | 2020    | 2015         | 2015         | 2015         | 2010           | 2010           | 2010           | 2010             | 2010             | 2010             | 2005             | 2005             | 2005             | 2005             | 2005             | 2005             | 2000             | 2000             | 2000             | 2000             | 2000             | 2000             |
| Partei                      |         |       |         | Großgemeinde | Großgemeinde | Großgemeinde | B. Radkersburg | B. Radkersburg | B. Radkersburg | Radkersburg U.   | Radkersburg U.   | Radkersburg U.   | B. Radkersburg   | B. Radkersburg   | B. Radkersburg   | Radkersburg U.   | Radkersburg U.   | Radkersburg U.   | B. Radkersburg   | B. Radkersburg   | B. Radkersburg   | Radkersburg U.   | Radkersburg U.   | Radkersburg U.   |
| Partei                      | Stimmen | %     | Mandate | St.          | %            | M.           | St.            | %              | M.             | St.              | %                | M.               | St.              | %                | M.               | St.              | %                | M.               | St.              | %                | M.               | St.              | %                | M.               |
| --------------------------- | ------- | ----- | ------- | ------------ | ------------ | ------------ | -------------- | -------------- | -------------- | ---------------- | ---------------- | ---------------- | ---------------- | ---------------- | ---------------- | ---------------- | ---------------- | ---------------- | ---------------- | ---------------- | ---------------- | ---------------- | ---------------- | ---------------- |
| ÖVP                         | 828     | 45    | 10      | 879          | 45           | 10           | 468            | 48             | 8              | 723              | 60               | 10               | 295              | 32               | 5                | 645              | 57               | 9                | 300              | 31               | 5                | 636              | 60               | 10               |
| SPÖ                         | 394     | 21    | 5       | 449          | 23           | 05           | 172            | 18             | 2              | 346              | 29               | 04               | 228              | 25               | 4                | 274              | 24               | 4                | 196              | 20               | 3                | 185              | 17               | 02               |
| FPÖ                         | 269     | 15    | 3       | 162          | 09           | 01           | 016            | 02             | 0              | 059              | 05               | 0                | nicht kandidiert | nicht kandidiert | nicht kandidiert | 075              | 07               | 1                | 060              | 06               | 1                | 166              | 16               | 02               |
| Die Grünen                  | 127     | 7     | 1       | 131          | 07           | 01           | 062            | 06             | 1              | 086              | 07               | 01               | 108              | 12               | 1                | 137              | 12               | 1                | nicht kandidiert | nicht kandidiert | nicht kandidiert | 079              | 07               | 01               |
| Bürgerliste Bad Radkersburg | 225     | 12    | 2       | 348          | 17           | 0 4          | 260            | 27             | 4              | nicht kandidiert | nicht kandidiert | nicht kandidiert | 298              | 32               | 5                | nicht kandidiert | nicht kandidiert | nicht kandidiert | 406              | 42               | 6                | nicht kandidiert | nicht kandidiert | nicht kandidiert |
| Wahlberechtigte             | 2.798   | 2.798 | 2.798   | 2.724        | 2.724        | 2.724        | 1.235          | 1.235          | 1.235          | 1.518            | 1.518            | 1.518            | 1.273            | 1.273            | 1.273            | 1.484            | 1.484            | 1.484            | 1.302            | 1.302            | 1.302            | 1.369            | 1.369            | 1.369            |
| Wahlbeteiligung             | 67 %    | 67 %  | 67 %    | 73 %         | 73 %         | 73 %         | 80 %           | 80 %           | 80 %           | 83 %             | 83 %             | 83 %             | 75 %             | 75 %             | 75 %             | 78 %             | 78 %             | 78 %             | 76 %             | 76 %             | 76 %             | 80 %             | 80 %             | 80 %             |

### Wappen und Flagge
Die Verleihung des sprechenden Gemeindewappens erfolgte mit Wirkung vom 1. Jänner 1994.

Blasonierung (Wappenbeschreibung):
„Ein achtspeichiges goldenes Rad in rotem Schild.“
Wegen der Gemeindezusammenlegung verlor das Wappen mit 1. Jänner 2015 seine offizielle Gültigkeit. Die Wiederverleihung erfolgte mit Wirkung vom 1. Oktober 2015.
Die Stadtflagge hat zwei Streifen in den Farben Rot-Gelb mit dem Stadtwappen.

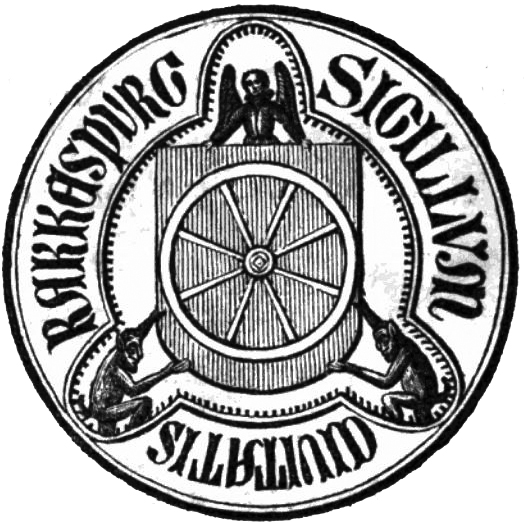
Ältestes Stadtsiegel mit Wappen aus dem Jahr 1418
Wappen der alten Stadt Bad Radkersburg
Aktuelle Wappendarstellung

### Städtepartnerschaften
- Varaždin
- Lenti

## Persönlichkeiten

### Söhne und Töchter der Stadt
- Andreas Walsperger (* um 1415), Frater im Kloster St. Peter in Salzburg (ab 1434)
- Carl I. Ferdinand Graf von Montenari (* 1632), Militär
- Johann Wendtseisen († 1689), Hexenrichter im 17. Jahrhundert
- Franz Leopold von Nádasdy (1708–1783), Militär
- Erhard Kuglmayr (1715–1798), 45. Generalminister der Kapuziner
- Johann Nepomuk Hermann Nast (1754–1817), Porzellanfabrikant
- Josef Potpeschnigg (1809–1893), Jurist und Politiker
- Hermann von Königsbrunn (1823–1907), Maler und Hochschullehrer
- Marie Egner (1850–1940), Malerin
- Carl Mayr-Graetz (1850–1929), Maler
- Hubert Schnofl (1868–1936), Politiker (SDAPÖ)
- Leopold Vietoris (1891–2002), Mathematiker
- Robert Scholz (* 1897; † ?), Straßenmeister-Anwärter und Politiker
- Paul Anton Keller (1907–1976), Schriftsteller
- Aribert Heim (1914–1992), Mediziner und KZ-Arzt
- Erich Vogler (1919–1997), Arzt, Radiologe, Hochschullehrer und Sportler
- Maximilian Hendler (* 1939), Philologe, Jazzforscher, Komponist und Autor
- Wolfgang Gombocz (* 1946), Philosoph
- Günther Holler-Schuster (* 1963), Künstler und Kurator
- Werner Puntigam (* 1964), Jazz- und Improvisationsmusiker
- Desirée Treichl-Stürgkh (* 1964), Journalistin und Autorin
- Anita Prettenthaler-Ziegerhofer (* 1965), Rechtshistorikerin
- Wolfgang Fasching (* 1967), Extremsportler
- Andreas Lackner (* 1968), Politiker (Grüne)
- Peter Luttenberger (* 1972), Radrennfahrer
- Eduard Fuchs (* 1975), Extremradsportler

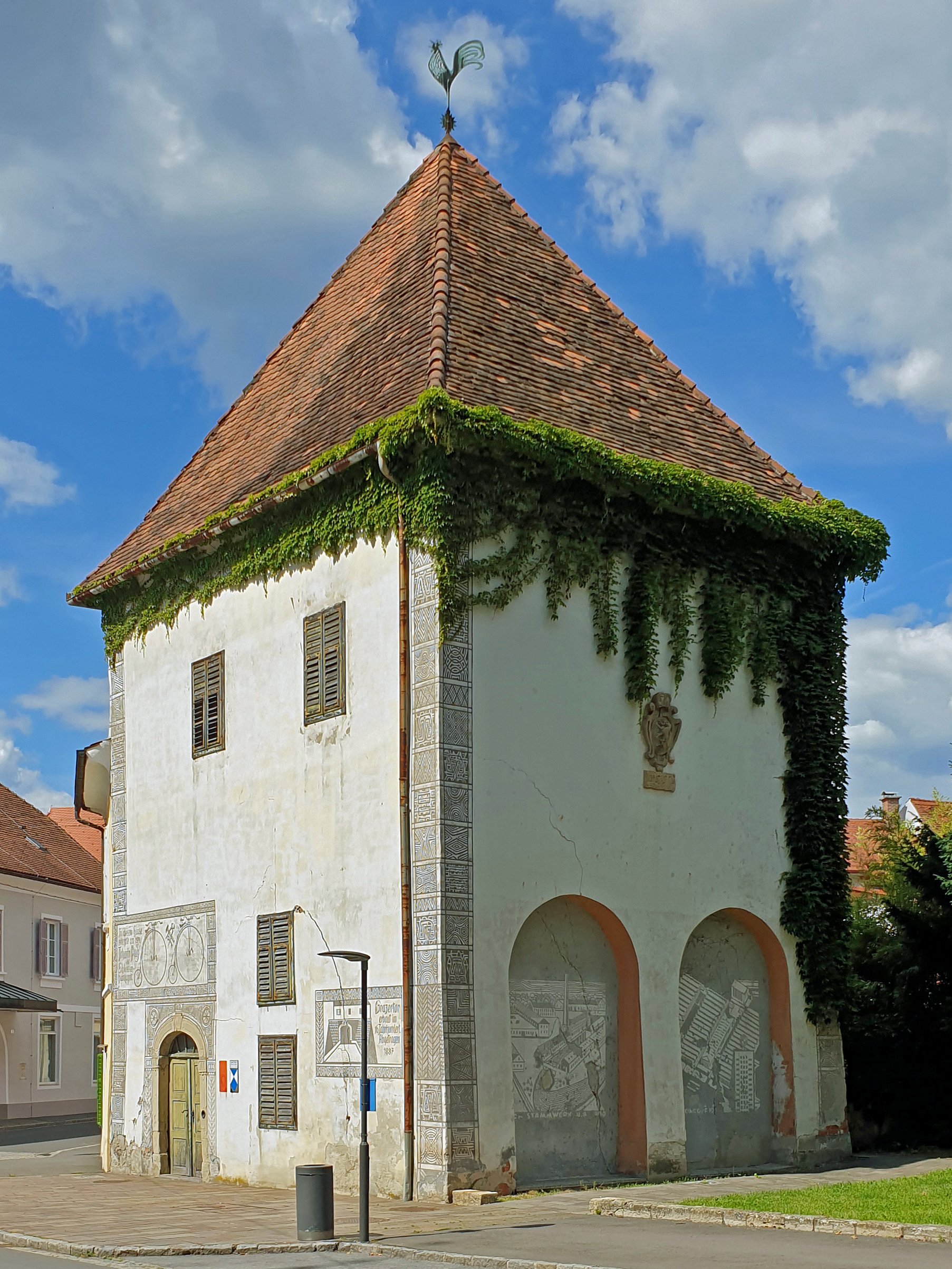
Puch-Gedenkstätte in Bad Radkersburg

- Thomas Friess (* 1985), Fußballspieler
- Viola Hammer (* 1985), Jazzmusikerin
- Natascha Gangl (* 1986), Schriftstellerin

### Ehrenbürger
- 1920 Franz Kamniker (1870–1928), Bürgermeister der Stadt
- 1930 Johann Mickl (1893–1945), Generalleutnant der deutschen Wehrmacht
- 1976 Franz Wegart (1918–2009), Landeshauptmann-Stellvertreter
- 2011 Karl Niederl (1941–2016), Pfarrer von Bad Radkersburg 1976–2011
- 2017 KR Peter Merlini (1945–2017), Bürgermeister der Stadt

### Personen mit Bezug zur Stadt
- Johannes Aquila (Mitte 14. bis Anfang 15. Jahrhundert), Maler und Leiter einer mittelalterlichen Malerwerkstätte
- Johann Puch (1862–1914), Industrieller, erlernte das Schlosserhandwerk in Bad Radkersburg (Puch-Gedenkstätte)
- Dietrich Kittner (1935–2013), deutscher Kabarettist, lebte in Bad Radkersburg